# Nicole Leder
Nicole Leder (nacida como Nicole Mertes, Duisburgo, RFA, 12 de septiembre de 1971) es una deportista alemana que compitió en triatlón. Ganó dos medallas en el Campeonato Europeo de Ironman en los años 2007 y 2008.

## Palmarés internacional
| Campeonato Europeo | Campeonato Europeo   | Campeonato Europeo | Campeonato Europeo |
| Año                | Lugar                | Medalla            | Prueba             |
| ------------------ | -------------------- | ------------------ | ------------------ |
| 2007               | Fráncfort (Alemania) | Medalla de oro     | Individual         |
| 2008               | Fráncfort (Alemania) | Medalla de plata   | Individual         |